# Prix littéraire de l'Outaouais Henry-Desjardins
Pour un article plus général, voir Mouvement national des Québécoises et Québécois.
Le prix littéraire de l'Outaouais Henry-Desjardins est un prix littéraire québécois qui était remis par la Société nationale des Québécois de l'Outaouais en hommage à Henry Desjardins.

## Lauréats
- 1982
  - Jacques Michaud - La Terre qui ne commence pas
  - C. Andrew, S. Bordeleau, A. Guimont - L'Urbanisation : une affaire
- 1983 - Jean-Paul Filion - À mes ordres, mon colonel!
- 1984 - Groupe 7 + 1 (ouvrage collectif) - Huit poèmes infiniment
- 1985 - Pierre-Louis Lapointe - Buckingham, ville occupée
- 1986 - Aucun lauréat
- 1987
  - Germain Dion - Une tornade de 60 jours
  - Jacques Michaud - Tous bords, tous côtés
- 1988 - Jeannine Tourville - Le Feu des souches
- 1989 - Stéphane-Albert Boulais - Le Cinéma venu de l'intérieur : mon expérience avec Pierre Perrault
- 1990
  - Paul Lemaire - Communication et culture
  - Sophie Schallinger - L'Amour venin
- 1991 - Robert Major - Jean Rivard ou l'art de réussir